# Чёрный кодекс
Черный кодекс (фр. Сode noir) — законодательный акт (королевский ордонанс), разработанный и принятый в марте 1685 года во Франции для регламентации правового положения рабов и связанных с этим вопросов во французских колониях. Аналогичные специальные кодексы существовали во всех крупных рабовладельческих районах Северной Америки.

## Причины и предпосылки создания кодекса
Трансатлантическая работорговля представляла собой разветвленную и крупномасштабную экономическую систему. Основные страны, вовлеченные в работорговлю — Испания, Португалия, Нидерланды, Великобритания и Франция — имели возможность получать значительную прибыль на каждом отрезке «треугольного» торгового пути, многие европейские города процветали благодаря доходам от сельскохозяйственного производства, построенного на эксплуатации африканских рабов. Работорговля охватывала несколько регионов и континентов: Африку, Северную и Южную Америку, Европу. В начале XVIII века работорговцы вывозили из Африки примерно 36 тыс. рабов в год, в конце XVIII века — около 80 тыс. С учётом высокой смертности рабов во время перевозки считается, что в Новом Свете оказалось примерно 9.6-10.8 млн чернокожих. Это была одна из крупнейших депортаций населения, когда в течение 400 лет было перемещено более 17 миллионов человек.
С начала XVI века французы стали проникать и закрепляться в некоторых районах Америки и Африки. К концу XVII века Франция владела обширными территориями в Америке: Новая Франция (Канада, Луизиана), Вест-Индии (Мартиника, Гваделупа, Антильские острова и др.) и Африке (земли нынешнего Сенегала и Гамбии). Франция превратилась в одну из главных колониальных держав, эксплуатирующую свои колонии с помощью акционерных компаний. Французские короли рассматривали колонии как свои личные владения, которыми они вправе распоряжаться по своему усмотрению. Французский губернатор по традиции назначался из числа виднейших представителей колониальной знати. Новым колонистам надлежало участвовать в формировании колониального общества, как можно более похожего на общество сельской феодальной Франции.
Очень скоро во французских заморских владениях возникло рабовладельческое плантационное хозяйство, основанное на эксплуатации африканских негров. Условия труда негров были невыносимыми. Повсюду в колониях негров-рабов считали скотом и обращались с ними соответственно. Продолжительность жизни рабов на плантациях Вест-Индии не превышала 6 ‑7 лет. Беспощадный террор и угнетение приводили к тому, что рабы нередко убегали от своих хозяев, а иногда поднимались и на восстания. Поэтому возникала необходимость правового закрепления статуса рабов и законодательной защиты интересов рабовладельцев.

## Положения
Правовое положение рабов, точнее их бесправие, закреплялось в специальных кодексах, существовавших во всех крупных рабовладельческих районах Северной Америки. Одним из таких кодексов был Ордонанс от марта 1685 года, подготовленный при Кольбере и опубликованный уже после его смерти. Этот ордонанс, получивший название “Черного кодекса”, санкционировал эксплуатацию негров, рассматривая их не как людей, а как вещи. Обычно считают[кто?], что французский кодекс был более благоприятным для рабов, чем кодексы английских колоний. В преамбуле отмечалось, что:
так как мы обязаны иметь одинаковую заботу обо всех народах, которых божественное провидение поставило под нашу власть, мы предписали рассмотреть в нашем присутствии докладные записки, присланные нам должностными лицами наших островных владений в Америке. Из сих докладов явствует, что имеется нужда в том, чтобы нашей властью и нашим правосудием поддержать там дисциплину в католической апостольской и римской церкви и чтобы установить там правила касательно положения рабов. Мы желаем также объяснить жителям упомянутых выше владений наших, что хотя они обитают в краях бесконечно отдаленных от нашего обычного местопребывания, мы для них всегда присутствуем, и не только широтой нашей власти, но и быстротой оказания им помощи.

Предписания преследовали три цели: обращение рабов в христианство, перечень наложенных на них запретов и применяемых наказаний, а также определение условий для отпущения их из неволи. По этой схеме «Черный кодекс» являлся законом, направленным на облегчение перехода африканцев от рабства к свободе через католицизм. «Черный кодекс» устанавливал телесные наказания и клеймение за малозначительные[какие?] преступления, вместе с тем этот закон нередко изображался[кем?] как «благо» для рабов и средства защиты от злоупотреблений со стороны хозяев. Законом также предусматривались религиозные праздники, обязательное участие в католическом богослужении, терпимость к смешанным бракам и меры по защите семьи.

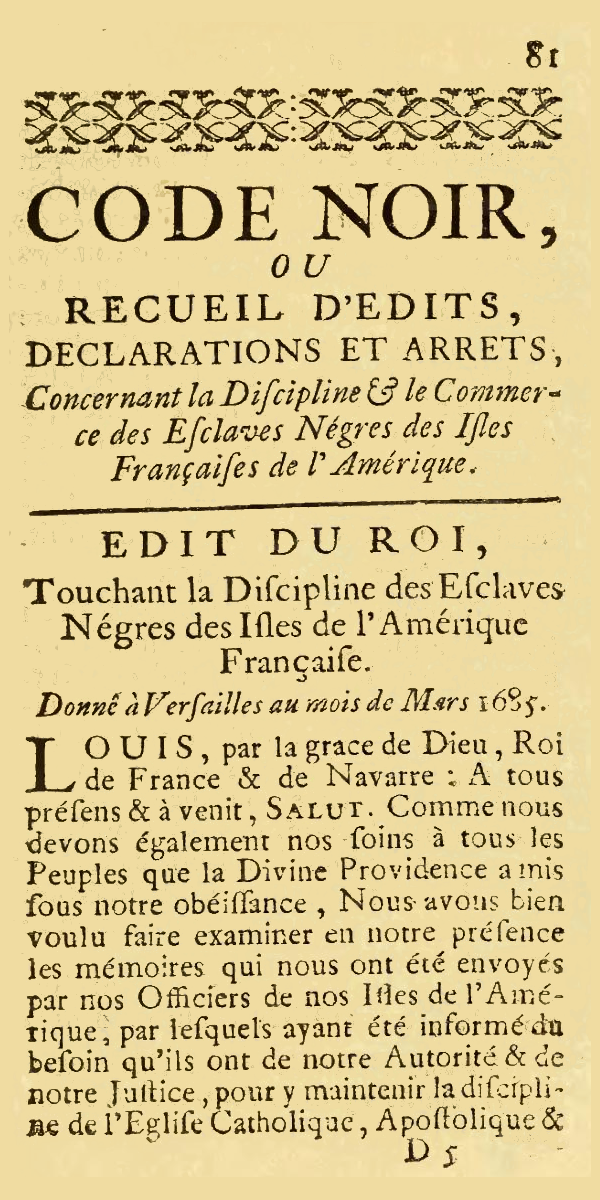
Code noir

Франция также перенесла в колонии некоторые феодальные институты, в частности систему сеньорий, для которой характерны неотчуждаемость земель, право первородства и т. д.
Невольникам запрещалось иметь какую-либо собственность и распоряжаться ею. Даже если какой-то добродетельный человек что-либо подарит рабу, это «переходит в полную собственность хозяев», отмечалось в статье 28. В статье 44 четко указывалось, что сами «рабы являются движимым имуществом».
Естественно, им запрещалось ношение оружия или предметов, которые можно использовать как оружие «за исключением только тех рабов, которые посланы своими хозяевами на охоту и которые имеют записки или известные метки».

## Последующее законодательное регулирование
В порядке дополнения и развития положений, содержащихся в “Черном кодексе”, по прошествии двух десятилетий были изданы новые акты, а именно: эдикт от октября 1716 года и декларация от 15 декабря 1721. Эти постановления еще более усилили и без того суровые наказания для негров. В 1724 году эта регламентация была распространена и на Луизиану в Северной Америке. В дальнейшем были опубликованы еще две декларации: от 15 июня 1736 и от 1 февраля 1743 года. Первая из них запрещала освобождать рабов без письменного разрешения генерал-губернатора и интенданта колоний. Вторая карала смертной казнью беглых рабов, захваченных с оружием в руках, а также виновных в похищении пироги или лодки в целях побега. 3 декабря 1784 года эдикт Людовика XVI ограничил 50-ю ударами кнута любое наказание, к которому мог быть присужден раб.
В ходе Великой французской революции 4 февраля 1794 года якобинский Конвент декретировал полную отмену рабства на Гаити и других французских островах. Однако после того, как во Франции установилась диктатура Наполеона, последний в интересах плантаторов восстановил рабство в колониях на островах Мартиника и Гваделупа. Переломным моментом стало восстание рабов на Гаити (1791–1804). В результате колония получила независимость от Франции, и европейские державы увидели опасность в дальнейшем увеличении числа рабов. Новые экономические условия в Европе, снизившие важность рабовладельческих плантаций, стали фактором начала свёртывания трансатлантической работорговли. И хотя работорговля во Франции была запрещена в 1815 году, но рабство было полностью отменено лишь во время революции 1848 года.

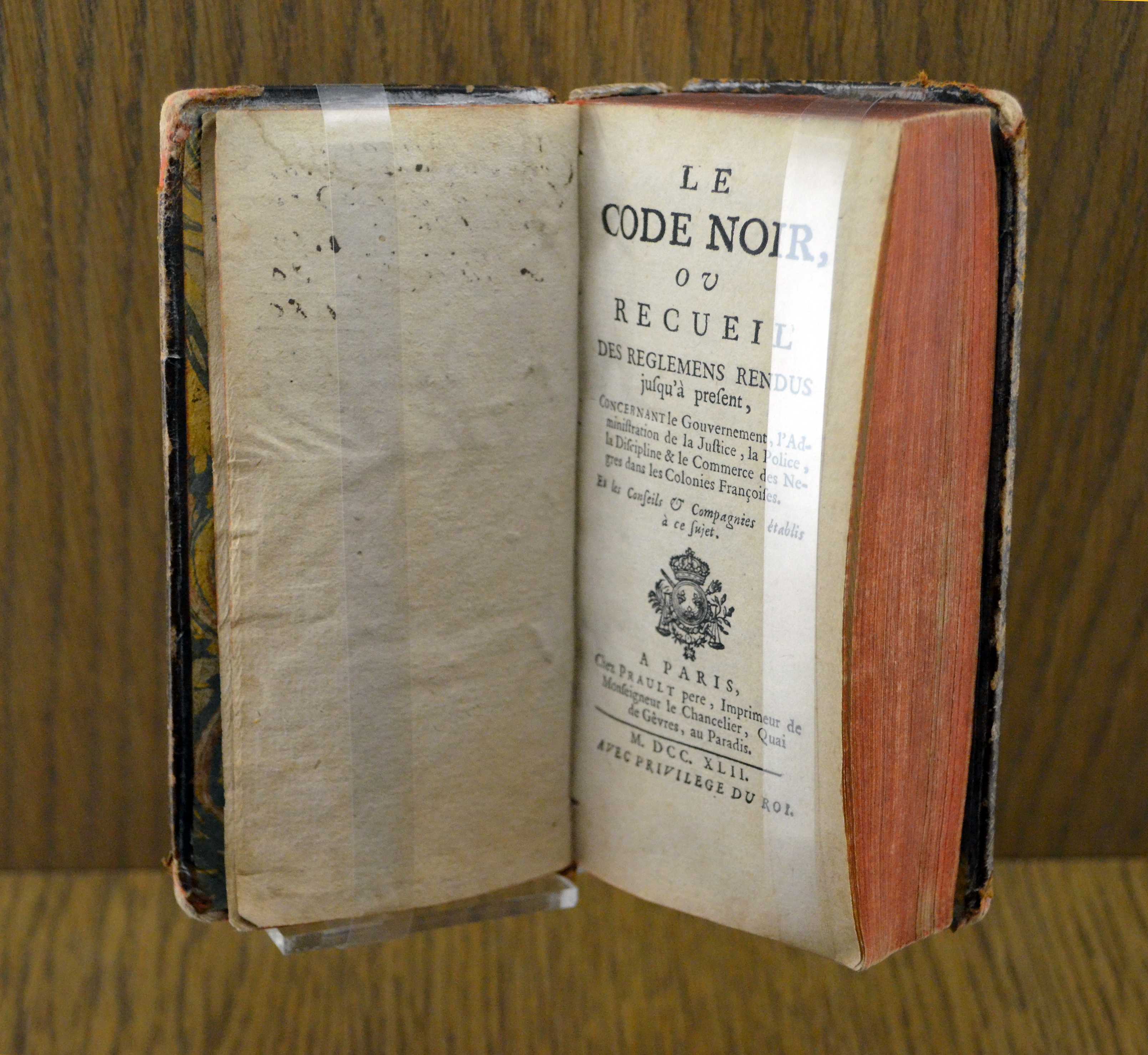
Exemplaire du Code noir édité en 1742, musée d'histoire de Nantes.